# Giải bóng đá hạng ba quốc gia Albania 2014–15
Giải bóng đá hạng ba quốc gia Albania 2014–15 là mùa giải thứ sáu của Giải bóng đá hạng ba quốc gia Albania theo thể thức hiện tại, và là mùa giải thứ 12 của bóng đá cấp độ 4 ở Albania.

## Đội bóng tham gia
Bảng A 
| Đội bóng                 | Thành phố/Vùng |
| ------------------------ | -------------- |
| Ada Velipojë B           | Velipojë       |
| Akademia AAS             | Shkodër        |
| KF Bulqiza               | Bulqizë        |
| Djelmnia Shkodrane       | Shkodër        |
| Drini FK 2004            | Dibër          |
| FC Eagles                | Tiranë         |
| KS Flabina               | Tiranë         |
| Internacionale Tirana FC | Tiranë         |
| FC Kevitan               | Tiranë         |
| Shkëndija Tiranë         | Tiranë         |
| KF Spartaku Tiranë       | Tiranë         |
| Sporting Tirana          | Tiranë         |

Bảng B
| Đội bóng                | Thành phố/Vùng |
| ----------------------- | -------------- |
| FK Adriatiku 2012       | Durrës         |
| KF Fushëmbret           | Elbasan        |
| Golemi FC               | Golem          |
| KF Gramshi              | Gramsh         |
| FC Internacional Tirana | Tiranë         |
| FK Jehona               | Kozarë         |
| KF Rubiku               | Rubik          |
| Pajova                  |                |
| Shkëndija Durrës        | Durrës         |
| Sopoti Librazhd B       | Librazhd       |
| FK Young Boys           | Korçë          |
| KF Valbona              | Tropojë        |

## Bảng xếp hạng

### Bảng A
| XH | Đội                      | Tr | T  | H | T  | BT | BB | HS  | Đ  | Lên hay xuống hạng                                         |
| -- | ------------------------ | -- | -- | - | -- | -- | -- | --- | -- | ---------------------------------------------------------- |
| 1  | FC Kevitan               | 11 | 11 | 0 | 0  | 76 | 4  | +72 | 33 | Lên chơi tạiGiải bóng đá hạng nhì quốc gia Albania 2015–16 |
| 2  | KF Spartaku              | 11 | 9  | 0 | 2  | 52 | 14 | +38 | 27 |                                                            |
| 3  | Bulqiza                  | 11 | 9  | 0 | 2  | 54 | 12 | +42 | 27 |                                                            |
| 4  | FC Eagles                | 11 | 8  | 1 | 2  | 29 | 13 | +16 | 25 |                                                            |
| 5  | Djelmnia                 | 11 | 6  | 0 | 5  | 32 | 11 | +21 | 18 |                                                            |
| 6  | Ada Velipojë B           | 11 | 5  | 1 | 5  | 18 | 23 | −5  | 16 |                                                            |
| 7  | Internacionale Tirana FC | 11 | 5  | 1 | 5  | 27 | 28 | −1  | 16 |                                                            |
| 8  | KS Flabina               | 11 | 3  | 1 | 7  | 18 | 46 | −28 | 10 |                                                            |
| 9  | Shkëndija Tiranë         | 10 | 3  | 0 | 7  | 15 | 32 | −17 | 9  |                                                            |
| 10 | Akademia AAS             | 10 | 2  | 0 | 8  | 9  | 64 | −55 | 6  |                                                            |
| 11 | Drini FK 2004            | 11 | 1  | 1 | 9  | 9  | 58 | −49 | 4  |                                                            |
| 12 | Sporting Tirana          | 11 | 0  | 1 | 10 | 17 | 51 | −34 | 1  |                                                            |

Nguồn: FSHF
Quy tắc xếp hạng: 1. Điểm; 2. Hiệu số bàn thắng; 3. Số bàn thắng.
(VĐ) = Vô địch; (XH) = Xuống hạng; (LH) = Lên hạng; (O) = Thắng trận Play-off; (A) = Lọt vào vòng sau. 
Chỉ được áp dụng khi mùa giải chưa kết thúc: 
(Q) = Lọt vào vòng đấu cụ thể của giải đấu đã nêu; (TQ) = Giành vé dự giải đấu, nhưng chưa tới vòng đấu đã nêu.

### Bảng B
| XH | Đội                     | Tr | T | H | T | BT | BB | HS  | Đ  | Lên hay xuống hạng                                         |
| -- | ----------------------- | -- | - | - | - | -- | -- | --- | -- | ---------------------------------------------------------- |
| 1  | FC Internacional Tirana | 10 | 8 | 1 | 1 | 24 | 6  | +18 | 25 | Lên chơi tạiGiải bóng đá hạng nhì quốc gia Albania 2015–16 |
| 2  | KF Rubiku               | 10 | 6 | 1 | 3 | 23 | 15 | +8  | 19 |                                                            |
| 3  | KF Valbona              | 10 | 5 | 3 | 2 | 19 | 15 | +4  | 18 |                                                            |
| 4  | KF Fushëmbret           | 11 | 4 | 3 | 4 | 16 | 16 | 0   | 15 |                                                            |
| 5  | Shkëndija Durrës        | 9  | 4 | 3 | 2 | 13 | 7  | +6  | 15 |                                                            |
| 6  | Pajova                  | 10 | 4 | 1 | 5 | 19 | 23 | −4  | 13 |                                                            |
| 7  | FK Jehona               | 9  | 3 | 3 | 3 | 11 | 13 | −2  | 12 |                                                            |
| 8  | Golemi FC               | 9  | 4 | 0 | 5 | 13 | 15 | −2  | 12 |                                                            |
| 9  | FK Adriatiku 2012       | 8  | 2 | 2 | 4 | 18 | 19 | −1  | 8  |                                                            |
| 10 | Sopoti Librazhd B       | 10 | 2 | 2 | 6 | 10 | 22 | −12 | 8  |                                                            |
| 11 | FK Young Boys           | 9  | 1 | 3 | 5 | 5  | 10 | −5  | 6  |                                                            |
| 12 | KF Gramshi              | 5  | 0 | 2 | 3 | 3  | 13 | −10 | 2  |                                                            |

Nguồn: FSHF
Quy tắc xếp hạng: 1. Điểm; 2. Hiệu số bàn thắng; 3. Số bàn thắng.
(VĐ) = Vô địch; (XH) = Xuống hạng; (LH) = Lên hạng; (O) = Thắng trận Play-off; (A) = Lọt vào vòng sau. 
Chỉ được áp dụng khi mùa giải chưa kết thúc: 
(Q) = Lọt vào vòng đấu cụ thể của giải đấu đã nêu; (TQ) = Giành vé dự giải đấu, nhưng chưa tới vòng đấu đã nêu.